# 스트롬볼리 (영화)
《스트롬볼리》(Stromboli)는 1950년 개봉된 이탈리아, 미국의 드라마 영화이다. 로베르토 로셀리니가 감독을 맡았으며, 네오레알리스모의 대표적인 작품 중 하나로 평가받고 있다.

## 출연
- 잉그리드 버그만
- 마리오 발레

## 같이 보기
- 스트롬볼리식 분화